# Balankanché
Balankanché es una extensa gruta con mantos acuíferos utilizada durante la época prehispánica como un centro ceremonial maya y un lugar sagrado de culto dedicado al dios Cháak' deidad relacionada con la lluvia, cuya ubicación en la proximidad de la gran ciudad maya de Chichén Itzá, en el municipio de Tinum en Yucatán, México, muestra que la caverna fue de gran relevancia cultural para este sitio ya que fue durante el esplendor de Chichén Itzá en el periodo posclásico cuando Balankanché registra su mayor actividad ritual.La caverna se divide en seis grupos que integran una serie de cámaras con ofrendas, vasijas, incensarios y cerámicas dedicados al dios Chaak' siendo el grupo 1 el principal y donde rodeado de ofrendas rituales se encuentra la formación monumental natural de la fusión entre una estalactita y una estalagmita dando la forma del tronco y ramas de una ceiba o ya'axche', árbol sagrado dentro de la cosmovisión maya.

## Toponimia
El nombre de Balankanché significa en idioma maya asiento del balam (siendo el balam un cargo sacerdotal), derivado del hecho de que en el sitio se realizaban ceremonias de culto al dios maya de la lluvia: Chaak.

## Historia
De acuerdo a la mitología maya, las cuevas y cenotes eran lugares vinculados con las deidades acuáticas y de la lluvia debido a los depósitos de agua que comúnmente se encuentra dentro de las grutas ubicadas en Yucatán, también se les asocia como lugares habitados por los dioses de la lluvia. Los hallazgos arqueológicos muestran que la cueva era utilizada de manera ritual desde el periodo preclásico tardío hasta el posclásico entre los años 300 a. C. al 1200 d. C., aunque la mayor actividad esta registrada entre el clásico tardío y el posclásico, fechas donde la ciudad aledaña de Chichen Itzá desarrollaba su apogeo, por lo que se sabe que Balankanché pertenecía a los lugares de culto sagrados de esta ciudad maya.

## Localización

Contornos topográficos de Balankanché (basado en el mapa topográfico Bruce Rogers. Grutas de Balancanche. N.º 27, mayo de 2004. P. 79.)

La gruta o conjunto de grutas se encuentra 3 km al nor-oriente del sitio arqueológico de Chichén Itzá. Pueden ser visitadas turísticamente.

## Descripción del sitio
El lugar fue descubierto arqueológicamente en 1932 y a partir de entonces ha sido explorado y reconocido por diversos arqueólogos, particularmente del Instituto Nacional de Antropología e Historia (INAH).
En 1959, el guía de turistas José Humberto Gómez, encontró una entrada, hasta entonces tapiada, que conduce a un recinto y pasillo subterráneo que a su vez lleva a una gran cueva en forma de T (el eje mayor orientado de norte a sur) en cuyo cruce ortogonal, a 28 m por debajo de la superficie de la tierra, ya en el nivel freático, se encuentra una galería de 7 m de alto que tiene en el centro una estalagmita unida a una estalactita, formando un tronco o columna natural. En la base de esta columna se encontraron en buen estado de conservación un número importante de ofrendas (incensarios, vasijas, metates y otros) cuya datación ha sido determinada desde el clásico, 200 - 300 años d. C., hasta el periodo post-clásico. En una de las primeras exploraciones realizadas a partir de 1959 participó el arqueólogo Wyllys Andrews que residía entonces en Yucatán, patrocinado por la National Geographic Society y la Universidad de Tulane.
El sitio ha sido adecuado para el acceso del turismo, dejando en el lugar donde fueron hallados parte de los objetos de veneración religiosa.

## Galería

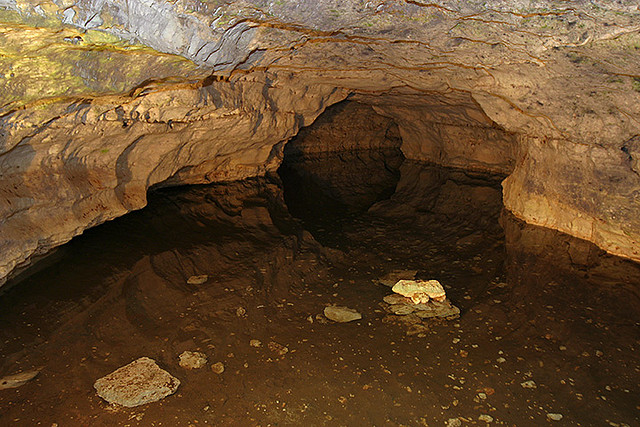
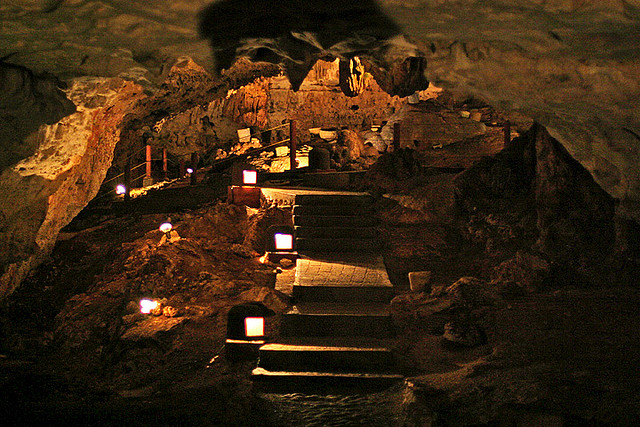
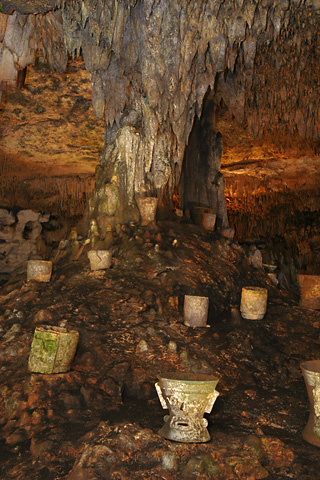
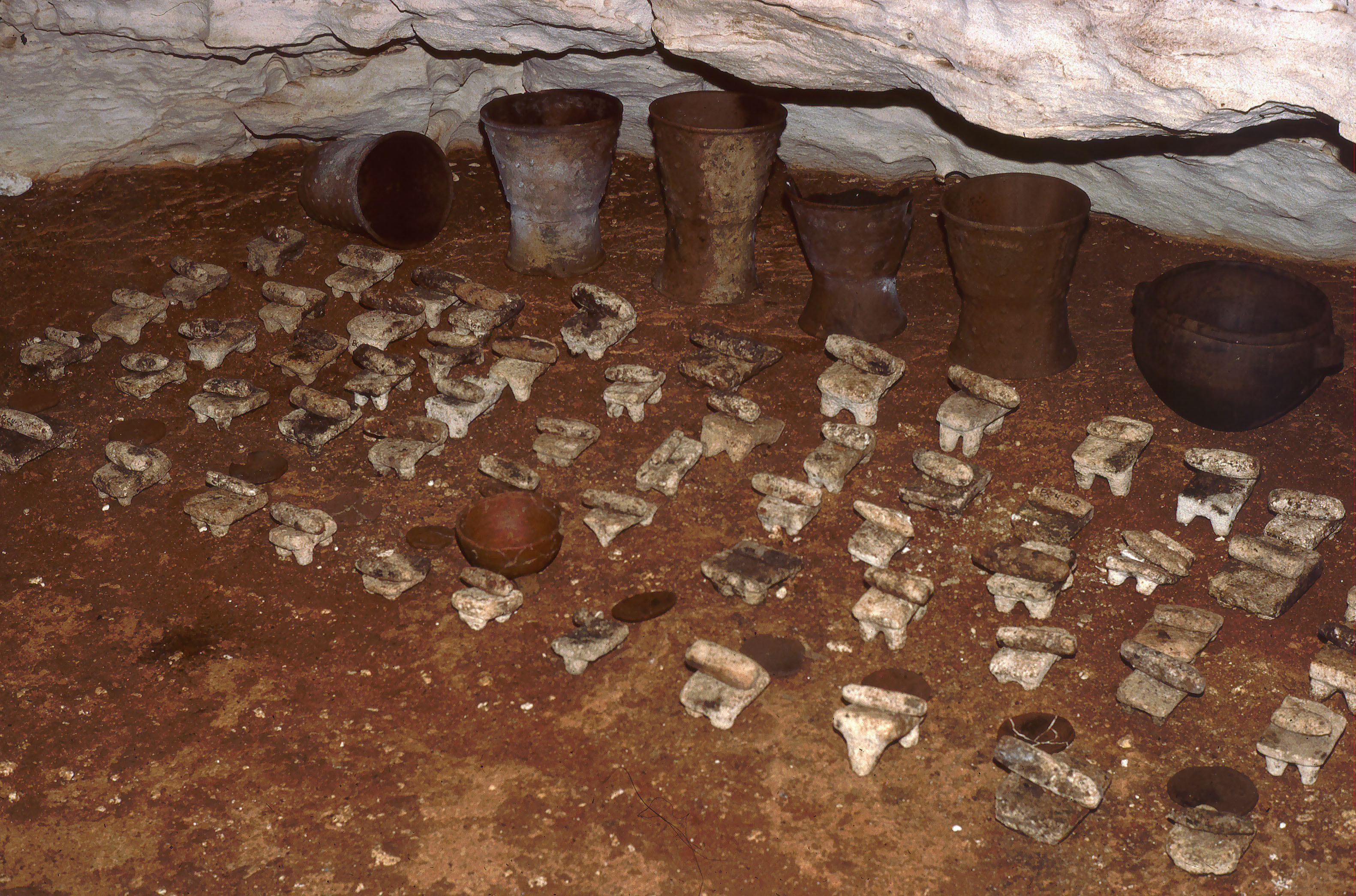
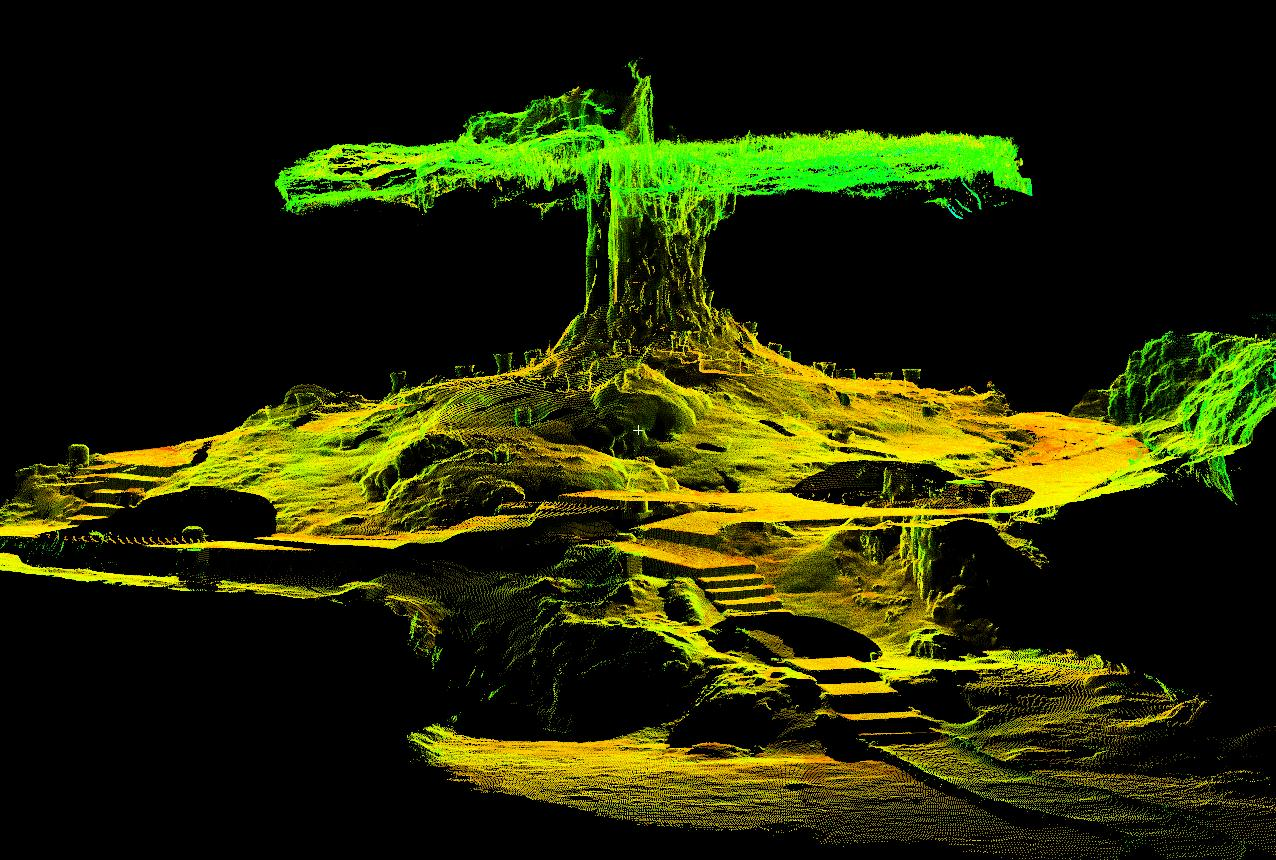